# Neotrichia downsi
Neotrichia downsi är en nattsländeart som beskrevs av Ruiter 1990. Neotrichia downsi ingår i släktet Neotrichia och familjen smånattsländor. Inga underarter finns listade i Catalogue of Life.